# 胜山镇
胜山镇是中华人民共和国浙江省宁波市慈溪市下辖的一个乡镇级行政单位，辖区面积23.21平方公里，因胜山（原称悬泥山，一说源于山中的的胜景、胜迹而得名，另一种说法称此山为明代沿海军事要地，据传戚继光在此抗倭屡胜，为纪念而改名胜山）而得名:245。

## 历史
清时属余姚县梅川乡、上林乡，宣统三年（1909年）属胜山乡，民国十七年（1928年）属七区，民国十九年（1930年）设胜东乡、胜中乡、胜西乡，民国二十九年（1940年）改为胜山乡，属逍林区，1950年4月改为胜山乡、胜东乡、胜西乡和水霪乡部分，1954年10月划归慈溪县，1956年2月胜东乡、胜西乡并入胜山乡，1958年10月改为东风人民公社七大队、八大队、九大队、十大队，1959年2月改为逍林人民公社老塘管理区、胜东管理区、胜山管理区、胜西管理区，1959年6月老塘管理区、胜东管理区并入胜山管理区，1961年11月改为胜山公社、胜西公社，属逍林区，1966年9月胜西公社并入胜山公社，1969年3月改属浒逍地区，1971年1月复属逍林区，1981年6月胜山公社分为胜山公社、胜东公社、胜西公社，新浦公社蔡丁大队、立新大队划入胜东公社，1983年9月公社改为乡，1992年5月胜山乡、胜东乡、胜西乡合并为胜山镇:245。

## 行政区划
胜山镇下辖以下地区：
胜山社区、一灶村、二灶村、三灶村、大湾村、上蔡村、四灶村、胜东村、胜西村、胜南村、胜山头村和镇前村。